# Indigo Nights
Indigo Nights ist das vierte Livealbum des US-amerikanischen Musikers Prince und das letzte, das zu dessen Lebzeiten erschien. Er veröffentlichte es am 30. September 2008 bei seinem eigenen Musiklabel NPG Records und ist nur als CD-Beigabe des Coffee Table Book 21 Nights erhältlich, vertrieben durch den Buchverlag Simon & Schuster. Die Tracklist ist ein Zusammenschnitt der Aftershows am 17. und 22. September 2007, die Prince im Musikklub indigO2 in London absolvierte.
Die Musik zählt zu den Genres Contemporary R&B, Funk, Jazz, Pop, Rock und Soul. Unter anderem spielt Prince eine Coverversion des Led-Zeppelin-Hits Whole Lotta Love. Als Gäste wirken auf Indigo Nights Beverley Knight und Maceo Parker mit. Das Livealbum wurde nicht in den internationalen Hitparaden geführt und hatte daher keine Möglichkeit, Gold- oder Platinstatus zu erreichen. Massenmedien waren an dem Livealbum nur sehr spärlich interessiert und Rezensionen von Musikkritiker sind nicht zu finden.

## Entstehung

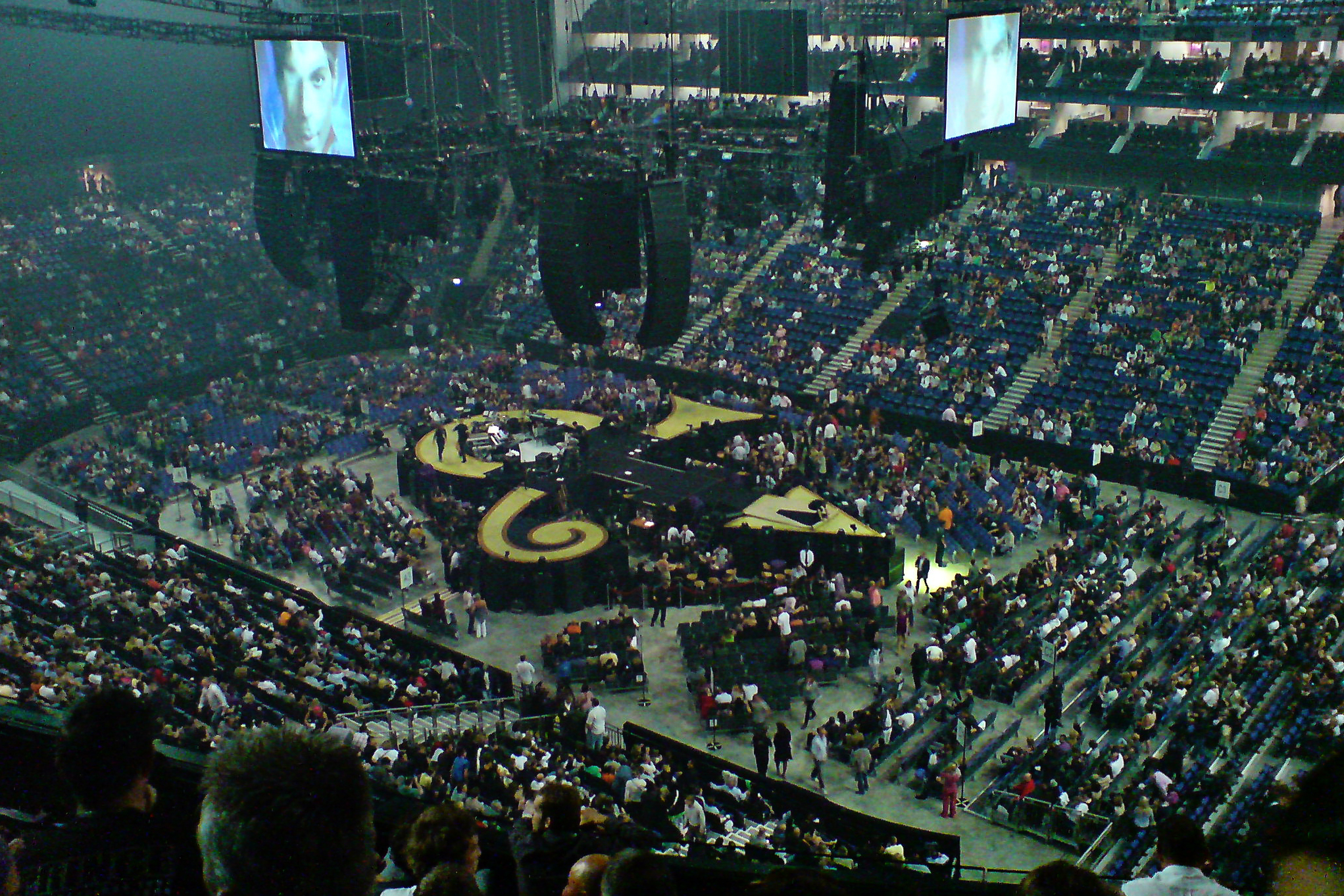
Prince’ Bühne bei seinen 21 Konzerten in der O_{2}-Arena im Jahr 2007

Vom 1. August bis zum 21. September 2007 gab Prince eine Konzertreihe von 21 Konzerten in der O2-Arena in London und nannte diese „21 Nights in London: The Earth Tour“. Alle Konzerte waren ausverkauft und spielten insgesamt 22 Millionen US-Dollar (damals ungefähr 16,6 Millionen Euro) ein. Nachdem er die Konzertreihe beendet hatte, kehrte er nach Beverly Hills in Kalifornien zurück, wo er damals eine Villa gemietet hatte. Dort lud er verschiedene Führungskräfte aus der Musikindustrie zu sich nach Hause ein, um mit ihnen über neue Vertriebsmöglichkeiten für seine Musik zu sprechen. Nach den Treffen sagte Prince dem US-amerikanischen Magazin The New Yorker, er habe „die Herzen und den Verstand der Musikmoguln kapiert“. Man sitze mit ihnen zusammen und könne nachvollziehen, „wie sie die Dinge sehen“.
Prince entschloss sich aber, mit keinem Tonträgerunternehmen mehr zusammenzuarbeiten. Zwar erschienen seine Tonträger bei seinem Musiklabel NPG Records, doch für den Vertrieb wählte er andere Kanäle. Für Indigo Nights entschied er sich, mit dem US-amerikanischen Buchverlag Simon & Schuster zu kooperieren. Er unterzeichnete einen Vertrag, die Live-CD in Kombination mit dem Coffee Table Book 21 Nights für 50 US-Dollar zu veröffentlichen. „Ich bin auf dieses wirklich stolz“, sagte Prince über das Werk.

## Das Buch21 Nights

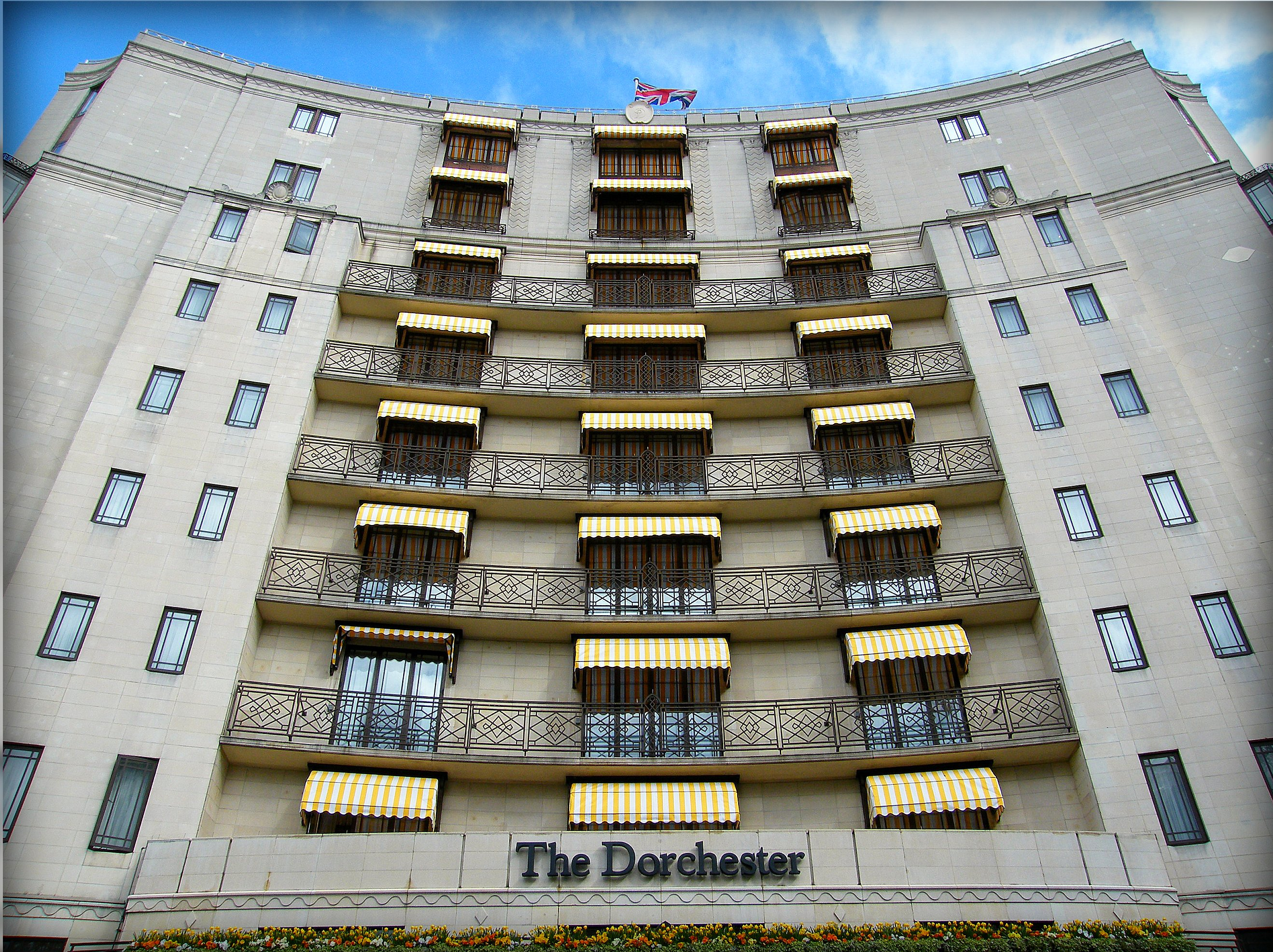
Außenansicht vom The Dorchester in London, 2010

Das 256-seitige Coffee Table Book 21 Nights dokumentiert chronologisch Prince’ Aufenthalt in London während seiner Konzertreihe vom 1. August bis zum 21. September 2007. In dieser Zeit wurde er von der Fotografin Randee St. Nicholas begleitet, die jeden einzelnen Konzerttag in dem Bildband festhielt. Während einer Pause von der Konzertreihe in London reiste Prince mit Nicholas Anfang September für drei Tage nach Prag, um mit ihr das Musikvideo zum Song Somewhere Here on Earth zu drehen. Deswegen sind auch Fotos aus Tschechiens Hauptstadt im Buch zu sehen. Nach eigenen Angaben habe Nicholas eine Million US-Dollar (damals ungefähr 700.000 Euro) von Prince bekommen, nach dem sie das Buch fertigstellte.
Die 256 Seiten enthalten hauptsächlich Fotos, auf denen Prince abgebildet ist; diese zeigen ihn beispielsweise während Proben in seinem Hotelzimmer des Luxushotels The Dorchester in London oder bei Liveauftritten in der The O2 Arena. Im Vorwort schreibt Randee St. Nicholas über Prince, er sei „ein Künstler, der wirklich wie kein anderer ist“. Über die abgedruckten Prince-Fotos sagte sie: „Es mag anderen Menschen glamourös vorkommen, aber das [Konzertleben] ist seine Wohlfühlzone. Es ist nicht so, dass er sich umzieht um ‚draußen‘ Prince zu sein. Nein, der Kerl sieht einfach 24 Stunden am Tag toll aus“. Ferner sind im Buch auch die Tänzerinnen und Zwillinge Maya und Nandy McClean (* 18. April 1982 in Sydney) sowie die damaligen Mitglieder von The New Power Generation abgebildet.
Neben den Fotos sind im Buch einige von Prince verfasste Gedichte und Reime zu lesen. Zudem sind die Liedtexte seines damals aktuellen Albums Planet Earth abgedruckt. Außerdem sind die Liedtexte der Prince-Songs Days of Wild (1998), What’s My Name (1998), Musicology (2004) und 3121 (2006) komplett oder auszugsweise abgedruckt.
Der britische Buchverlag Kraken Opus veröffentlichte 21 Nights auch in einer auf weltweit 950 Stück limitierten, The Prince Opus benannten Sonderausgabe, für 2.100 US-Dollar (damals ungefähr 1.450 Euro). Diese Ausgabe enthält neben der Live-CD auch ein iPod touch von Apple mit 40 Minuten Live-Footage von der Konzertreihe in London. Ursprünglich sollte im Jahr 2009 ein Gewinnspiel unter den Käufern stattfinden, wenn alle Exemplare abgesetzt worden sind. Der Gewinner sollte unter anderem das Buch in einer sogenannten „Number-One-Edition“ als Unikat mit 21 Brillanten und fünf lilafarbenen Diamanten erhalten. Karl Fowler, Gründer und Chief Executive Officer von Kraken Opus, sagte, dass ein Drittel der 950 The Prince Opus-Exemplare bereits am ersten Wochenende nach der Veröffentlichung im Jahr 2008 verkauft worden seien. Die Aktion lief letztendlich bis 2014, doch ein Gewinner wurde öffentlich niemals bekannt gegeben. Bis Anfang 2023, also sieben Jahre nach Prince’ Tod, konnte die Sonderausgabe The Prince Opus für umgerechnet 2.300 Euro nach wie vor über die Website von Kraken Opus online bestellt werden. Doch seit März 2023 ist die Sonderausgabe ausverkauft und kann nur noch auf Anfrage bestellt werden.
Im April 2009 reichte die literarische Agentur Vigliano Associates eine Klage gegen Prince ein. Die Agentur war der Meinung, er habe bereits vorher als „exklusiver Agent in Bezug auf die Verhandlungen über einen Publishing-Deal“ bei ihnen anstatt bei Simon & Schuster und Kraken Opus für die Live-CD und 21 Nights unter Vertrag gestanden. Im Sommer 2008 habe Vigliano Associates den Vertrag mit Prince zum Abschluss bringen wollen. Nach ihrer Darstellung hatten sich aber sowohl Prince als auch Simon & Schuster nicht mehr bei ihnen gemeldet. Aufgrund der Fehlkommunikation sei Vigliano Associates die versprochenen 15 Prozent Provision des Deckungsbeitrags verloren gegangen, was einer Summe von 200.000 US-Dollar (damals ungefähr 130.000 Euro) entspreche. Letztendlich endete der Prozess mit einem Vergleich, wobei genauere Details der Öffentlichkeit nicht bekannt gegeben wurden.

## Aftershows

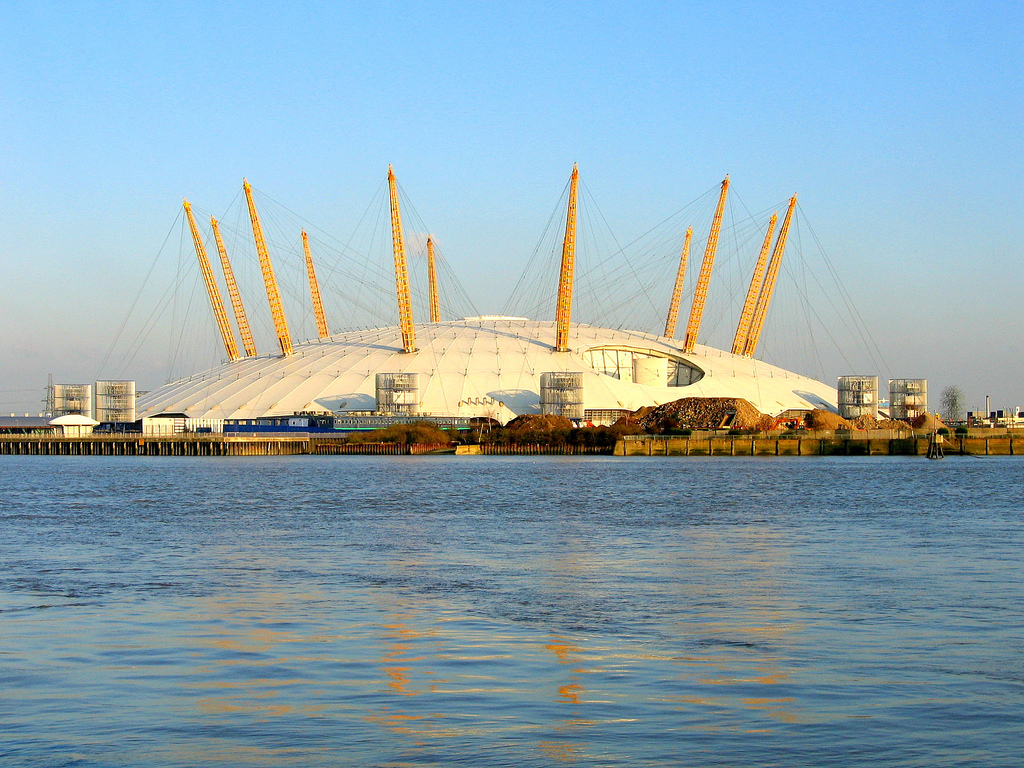
The O_{2}-Arena (2004), in der sich der Musikklub Indig02 befindet

Bei 13 der 21 Konzerte in London spielte Prince nach dem Hauptkonzert eine Aftershow, also ein weiteres Konzert nach Mitternacht. Die Aftershows wurden offiziell angekündigt und fanden im Musikklub indigO2 statt, der sich innerhalb der O2-Arena befindet. Der Eintritt kostete £25, was damals ungefähr 37 Euro entsprach. Die Zuschauerkapazität betrug ungefähr 2.500. Bei einigen dieser Aftershows wirkten Candy Dulfer (2. August 2007), Mýa (19. August 2007) und will.i.am (2. September 2007) als musikalische Gäste mit.
Die Aftershow am 17. September 2007 war die zwölfte und vorletzte im indigO2. Damals spielte Prince unter anderem die sieben Songs 3121, Girls & Boys, The Song of the Heart, Delirious, Just Like U (Monologue), Satisfied sowie Beggin’ Woman Blues und genannte Tracks wurden auch in dieser Reihenfolge auf der CD Indigo Nights aufgenommen. Ferner spielte er auch Coverversionen von Over the Rainbow und Tom’s Diner, platzierte diese auf der Live-CD aber nicht.
Die letzte Aftershow am 22. September 2007 eröffnete Amy Winehouse, die Love Is a Losing Game sang. Dieser Song wurde aber nicht auf Indigo Nights veröffentlicht, die acht Songs All the Critics Love U in London, Alphabet St., Baby Love, Indigo Nights, Misty Blue, Rock Steady, The One und Whole Lotta Love dagegen schon. Diese acht Tracks wurden auf der Live-CD aber in einer anderen Reihenfolge angeordnet als sie tatsächlich aufgeführt wurden; beispielsweise spielte Prince All the Critics Love U in London bereits nach dem ersten Drittel der Aftershow und nicht als letzten Song. Ferner spielte er Coverversionen von Come Together, What Have You Done for Me Lately und Villanova Junction von Jimi Hendrix, die er aber ebenfalls nicht veröffentlichte.

## Musik und Liedtexte

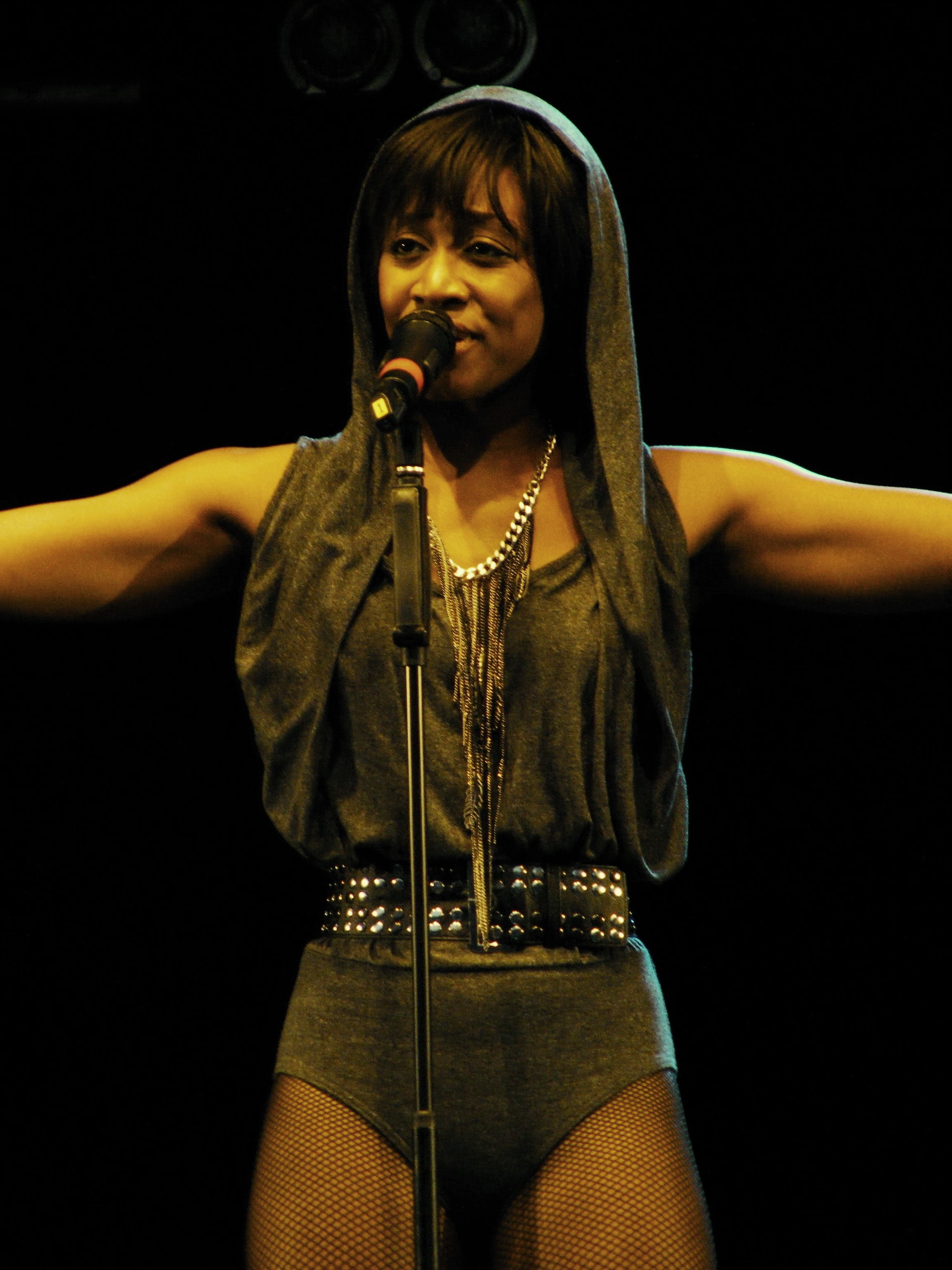
Beverley Knight, 2010

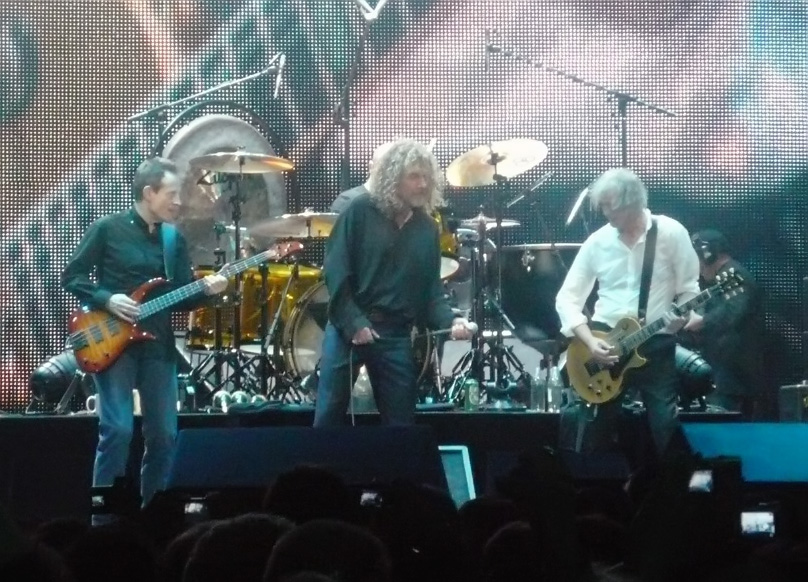
Led Zeppelin, 2007

Die Musik zählt zu den Genres Contemporary R&B, Funk, Pop, Rock und Soul, zudem sind Elemente aus dem Bereich Jazz zu hören. Anders als bei den vorherigen Livealben spielt Prince mit Baby Love, Beggin’ Woman Blues, Misty Blue, Rock Steady und Whole Lotta Love fünf Coverversionen, wobei Rock Steady von Beverley Knight gesungen wird. Bei den beiden Songs Baby Love und Misty Blue übernahm Begleitsängerin Shelby J. (* 1972) den Hauptgesang.
1. 3121
Der Opener ist aus dem Genre Funk. Nach elf Sekunden sind Horn-Sections der drei Songs Alexander’s Ragtime Band, Music! Music! Music! und The Entertainer integriert; Music! Music! Music! wurde im Jahr 1949 von dem US-Songwriter Bernie Baum (* 13. Oktober 1929; † 28. August 1993) und dem österreichischen Komponisten Stefan Weiß (* 1899; † 1984) geschrieben. Nach 1:25 Minuten beginnt Prince, den Liedtext von 3121 zu singen, vermischt diesen aber mit dem von D.M.S.R. aus seinem Album 1999.
2. Girls & Boys
3. The Song of the Heart
4. Delirious
Die drei Songs sind ebenfalls dem Genre Funk zuzuordnen, wobei The Song of the Heart und Delirious Elemente aus dem Genre Rockabilly enthalten. Die Tracks gehen ohne Pause direkt ineinander über und werden von daher in einer Art Medley gespielt. Der Liedtext von Delirious unterscheidet sich aber gravierend von dem der Studioversion auf dem Album 1999, denn Prince hält einen Monolog und erzählt, wie er zu Beginn seiner Karriere noch unbekannt war und „die Straße entlang gehen konnte“. Niemand „wollte ein Foto von mir“, doch „jetzt will jeder eins, als wäre ich ein Tier im Zoo“. Erst in den letzten 40 Sekunden singt er dann den Liedtext von Delirious.
5. Just Like U (Monologue)
Prince greift den improvisiert und spontan wirkenden Monolog wieder auf,[12] der von dezentem Schlagzeugspiel und von Blechbläsern im Hintergrund begleitet wird. In Just Like U (Monologue) reflektiert er abermals seinen Bekanntheitsgrad und spricht darüber, wie er anfangs „genau wie du“ war und „herumlaufen, einfach Spaß“ haben konnte. Aber „diese Tage sind vorbei. Ich kann nicht mal mehr nach draußen gehen“, was er vermisse. Außerdem fühlt er sich von Paparazzi belästigt, die er als „ein paar Verrückte mit einer Kamera“ beschreibt. Einer von ihnen wollte „nur ein Foto“ von ihm, zusammen mit Michael Jackson, machen und sagte: „Wenn ich das nur bekommen könnte, könnte ich in Rente gehen, Prince! Lass es mich nur machen!“ Ab diesen Zeitpunkt wusste Prince, dass „sich Dinge geändert hatten“, aber „innerlich bin ich immer noch derselbe“, versichert er.
6. Satisfied
Die von Jazz angehauchte R&B-Ballade enthält von Minute 4:24 bis 5:42 ein Saxophon-Solo von Mike Phillips. Im Liedtext begehrt Prince eine Frau, die er „befriedigen“ will. Aber „ich rede nicht von körperlichen Dingen, denn das Vorspiel beginnt im Kopf“, hebt er hervor. Satisfied geht direkt in das nächste Stück über.
7. Beggin’ Woman Blues
Das Stück ist ein Medley aus den beiden Songs Beggin’ Woman von Cousin Joe aus dem Jahr 1947 und Three Handed Woman, der von Ben Raleigh (* 1913; † 1997) und Hilda Taylor aus dem Jahr 1951 stammt, Prince schrieb aber zusätzlichen Liedtext. Ähnlich wie bei Just Like U (Monologue) wird Beggin’ Woman Blues von dezentem Schlagzeugspiel im Hintergrund begleitet. In dem humorvoll zu interpretierenden Liedtext hat Prince eine „bettelnde Frau“ („Beggin’ Woman“), die „sogar versuchte, die Süße aus Omas Zitronenkuchen zu betteln“. Außerdem ist sie „auch dreihändig“ („three handed“); „sie ist Rechtshänderin (right handed), Linkshänderin (left handed) und auch hinterhältig (under handed)“, denn mit ihrer linken Hand „wird sie dich streicheln“, mit ihrer rechten „wird sie deine Krawatte richten“, aber wenn „du nicht hinsiehst, ist sie am Telefon“ und ruft „einen anderen Typen“ an.
8. Rock Steady
Der von Aretha Franklin geschriebene Song veröffentlichte sie im Jahr 1972 auf ihrem Album Young, Gifted and Black. Der Track ist aus dem Genre Funk und Rock, wobei Joshua Dunham in der Liveversion von Minute 0:36 bis 1:59 ein von Schlagzeug und Gitarre unterstütztes Basssolo spielt. Nach zwei Minuten setzt Beverley Knight mit dem Gesang ein, der von Prince an der Gitarre begleitet wird. Der Liedtext beschreibt einen „funky Dance“ mit Namen „Rock Steady“, bei dem man „einfach deine Hüften gefühlvoll von einer Seite zur anderen“ bewegen soll, auch wenn man im Auto sitzt und fährt; „es ist ein abgefahrenes und niederträchtiges Gefühl“.
9. Whole Lotta Love Led Zeppelin, 2007
Das Stück komponierte Led Zeppelin und wurde im Jahr 1969 als Single aus ihrem Album Led Zeppelin II ausgekoppelt. Den aus dem Bereich Rock stammende Song präsentiert Prince als Instrumentalversion, wobei er als Leadgitarrist agiert.
10. Alphabet St.
Der Track enthält von Minute 2:40 bis 3:42 ein Altsaxophon-Solo von Maceo Parker. Im weiteren Verlauf entwickelt sich der Song zu einer Jamsession, in der Prince mehrfach mit „I like funky music“ Chants zu hören ist; (Eye Like) Funky Music ist auf dem im Jahr 1998 veröffentlichten Album Newpower Soul von The New Power Generation zu finden.
11. Indigo Nights
Das Titelstück besteht im Wesentlichen aus improvisiert wirkender Instrumentalmusik mit einem aus dem Genre Salsa angehauchten Groove, der einer Jamsession ähnelt. Zu Beginn ist Prince mehrfach mit „London knows how to party“-Chants zu hören. Melodie und Rhythmus erinnern zuweilen an den Song Get On the Boat aus seinem Album 3121.
12. Misty Blue
Die Nummer schrieb der US-amerikanische Songwriter Bob Montgomery (* 1937; † 2014) im Jahr 1966. Ursprünglich komponierte er den Song für Brenda Lee, die diesen aber ablehnte. Letztendlich gab Montgomery den Song an Wilma Burgess weiter. Die ruhige Ballade aus den Genres Soul und Pop singt Shelby J., wobei Prince an der Gitarre zu hören ist. Der Liedtext konzentriert sich ausschließlich auf das Gefühl von Liebeskummer, ohne eine detaillierte Geschichte über eine bestimmte Trennung zu schildern.
13. Baby Love
Das Stück komponierte Jerry Seay (* 1952) von der Band Mother’s Finest, die es im Jahr 1977 auf ihrem Album Another Mother Further veröffentlichten. Auch diesen Song aus dem Bereich Funk und Rock singt Shelby J. und Prince begleitet sie erneut an der Gitarre. Der Liedtext beschreibt die Begierde und Sehnsucht nach seinem Partner, beispielsweise lautet eine Textzeile: „Ich brenne für deine Berührung, oh Baby Love“.
14. The One
Die R&B-Ballade beginnt mit der Melodie und dem Rhythmus von The Question of U (1990) aus Prince’ Album Graffiti Bridge. Mike Phillips spielt in der Liveversion ein Saxophon-Solo, Prince singt den Liedtext von The One und Maceo Parker spielt abermals ein Altsaxophon-Solo. Anschließend ist Renato Neto mit einem Keyboard-Solo zu hören. The One ist als Studioversion auch auf dem Album Newpower Soul platziert.
15. All the Critics Love U in London
Der Abschlusssong heißt im Original All the Critics Love U in New York, zu finden auf dem Album 1999. Für die Konzertreihe in London änderte Prince den Liedtext aber in „All the critics love you in London“. Im Verlauf des Songs spielt Morris Hayes ein Keyboard-Solo. Nachdem das Stück beendet ist, sind in den letzten 30 Sekunden noch Zuschauer zu hören, wie diese von dem Livekonzert schwärmen. Ihre Kommentare werden vom Song Batdance untermalt.

## Titelliste und Veröffentlichungen
| 1 | 3121                                         | 7:43 | 2006: 3121                           |
| 2 | Girls & Boys                                 | 4:04 | 1986: Parade                         |
| 3 | The Song of the Heart                        | 1:39 | 2006: Soundtrack von Happy Feet      |
| 4 | Delirious                                    | 2:00 | 1982: 1999                           |
| 5 | Just Like U (Monologue)                      | 2:49 | 2008: Indigo Nights                  |
| 6 | Satisfied                                    | 6:18 | 2006: 3121                           |
| 7 | Beggin’ Woman Blues a                        | 6:42 | 1947: Beggin’ Woman (Vinyl-Single)   |
| 8 | Rock Steady (Hauptgesang: Beverley Knight) b | 6:36 | 1972: Young, Gifted and Black        |
| 9 | Whole Lotta Love (Instrumentalversion) c     | 4:41 | 1969: Led Zeppelin II                |
| 10 | Alphabet St.                                 | 6:08 | 1988: Lovesexy                       |
| 11 | Indigo Nights                                | 3:40 | 2008: Indigo Nights                  |
| 12 | Misty Blue (Hauptgesang: Shelby J.) d        | 4:25 | 1967: Wilma Burgess Sings Misty Blue |
| 13 | Baby Love (Hauptgesang: Shelby J.) e         | 3:53 | 1977: Another Mother Further         |
| 14 | The One                                      | 9:07 | 1998: Newpower Soul                  |
| 15 | All the Critics Love U in London             | 7:05 | 1982: 1999                           |
| Spieldauer: 77:00 min. |                                              |      |                                      |
| Autor aller Songs ist Prince a Autor: Prince, Ben Raleigh, Cousin Joe, Hilda Taylorb Autor: Aretha Franklinc Autor: Led Zeppelin d Autor: Bob Montgomerye Autor: Jerry „Wyzard“ Seay |                                              |      |                                      |

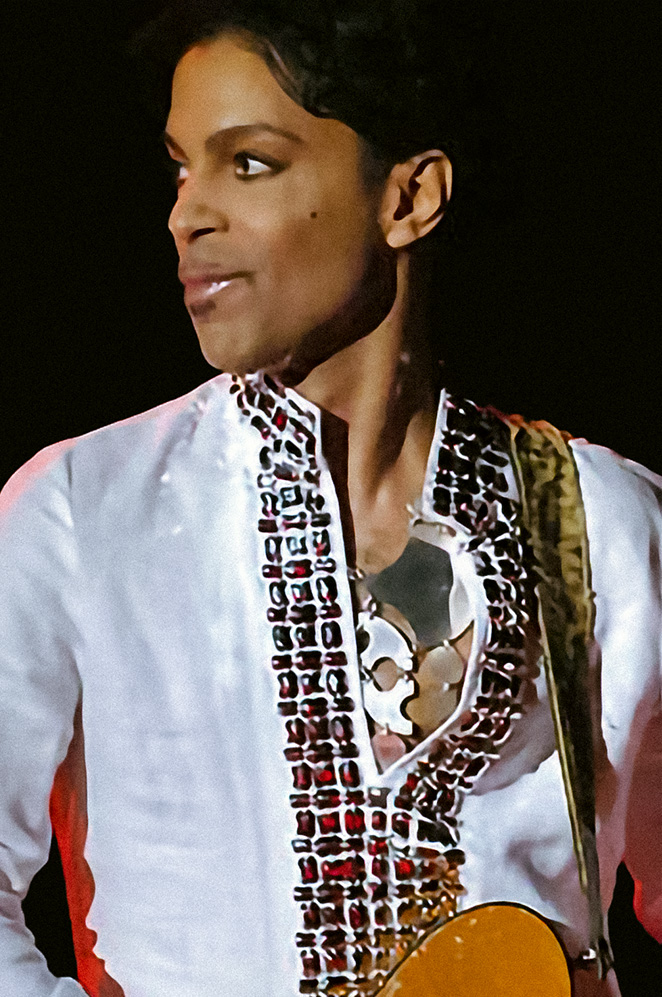
Prince, 2008

Indigo Nights wurde am 30. September 2008 als CD-Beigabe des Coffee Table Book 21 Nights von dem Buchverlag Simon & Schuster veröffentlicht. Die CD befindet sich in der Innenseite des Buchdeckels und ist nach One Nite Alone  … Live!, One Nite Alone… The Aftershow: It Ain’t Over! (beide 2002) und C-Note (2003) das vierte und letzte Livealbum von Prince, das zu dessen Lebzeiten erschien. Seit August 2018 ist Indigo Nights auch als Download erhältlich. Die beiden Songs Indigo Nights und Just Like U (Monologue) waren zuvor unveröffentlicht, von denen keine Studioversionen existieren.

## Mitwirkende

### Musiker

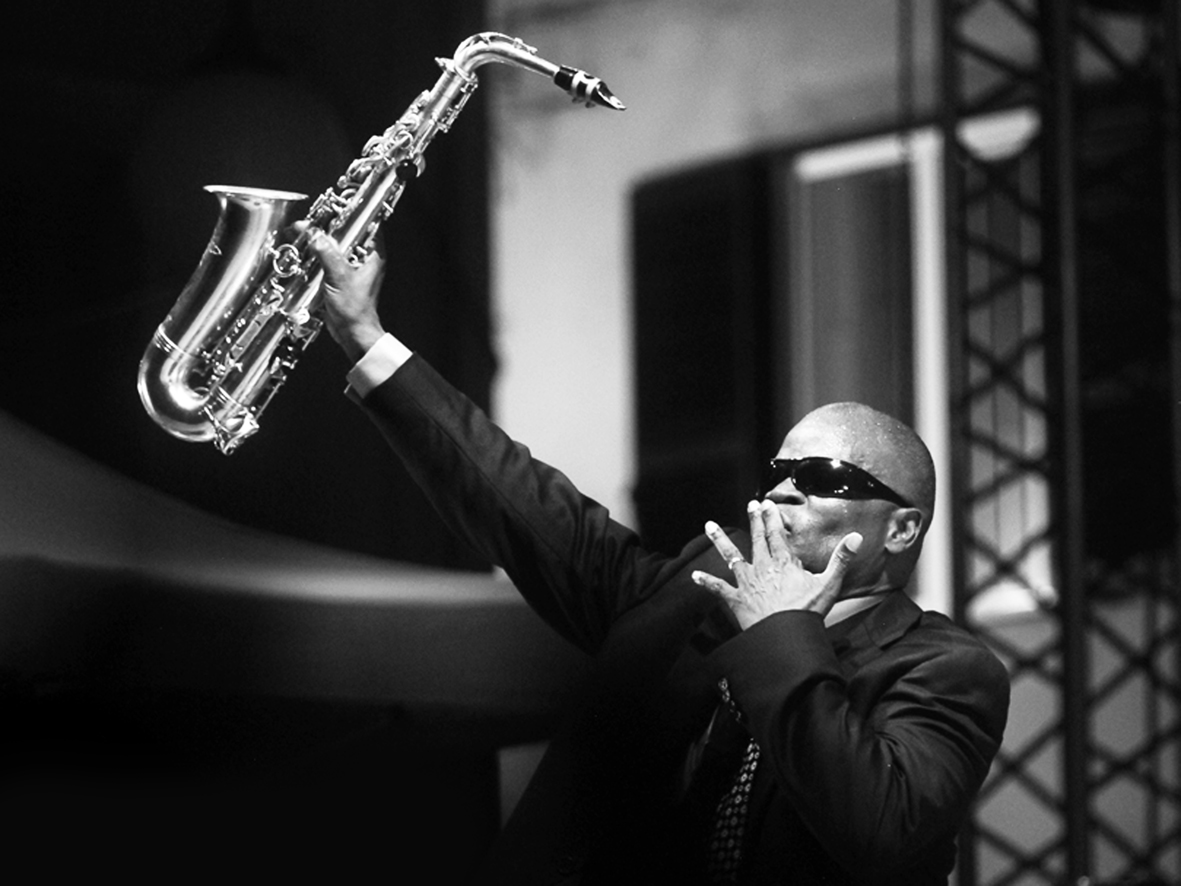
Maceo Parker, 2009

Bis auf Baby Love, Beggin’ Woman Blues, Misty Blue, Rock Steady und Whole Lotta Love wurden alle Songs von Prince arrangiert, komponiert, produziert und vorgetragen. Folgende Personen begleiteten ihn bei der Liveaufnahme:
- Beverley Knight – Hauptgesang in Rock Steady
- Cora Coleman-Dunham – Schlagzeug
- Greg Boyer – Posaune
- Joshua Dunham – Bassgitarre
- Lee Hogans – Trompete
- Maceo Parker – Altsaxophon und Backing Vocals in All the Critics Love U in London, Alphabet St., Baby Love, Indigo Nights, Misty Blue, Rock Steady, The One, Whole Lotta Love
- Marva King – Backing Vocals
- Mike Phillips – Saxophon, Vocoder
- Morris Hayes – Backing Vocals, Keyboard
- Renato Neto – Backing Vocals, Keyboard
- Shelby J. – Backing Vocals; Hauptgesang in Baby Love und Misty Blue
- The Twinz (Maya & Nandy McClean) – Backing Vocals und Tänzerinnen

Beverley Knight und Maceo Parker traten nur bei der Aftershow am 22. September 2007 auf.

### Technisches Personal
- Prince – Toningenieur
- Meat and Potatoes, Inc. – Design vom Buch 21 Nights
- Randee St. Nicholas – Fotografie

## Rezensionen
Massenmedien und Musikkritiker waren sowohl an der Live-CD Indigo Nights als auch an dem Buch 21 Nights nur sehr spärlich interessiert; es existieren keine Rezensionen von beispielsweise AllMusic, laut.de, Musikexpress, Pitchfork Media und dem Rolling Stone.

## Kommerzieller Erfolg

### Chartplatzierungen
Das Livealbum wurde in den internationalen Musikcharts nicht geführt. Aber das Buch 21 Nights erreichte Platz neun in der Sachbuch-Bestsellerliste von der The New York Times, konnte sich aber nur eine Woche in dieser Hitparade aufhalten.

### Musikverkäufe
Indigo Nights wurde ungefähr 20.000 Mal verkauft.